# 名鉄河和線
河和線（こうわせん）は、愛知県東海市の太田川駅から愛知県知多郡美浜町の河和駅までを結ぶ、名古屋鉄道（名鉄）の鉄道路線である。

## 概要
東海旅客鉄道（JR東海）の東海道本線および武豊線が大高駅 - 大府駅間で知多半島を北西から南東へ横断し、武豊駅まで知多半島東岸を南下するのに対し、当路線は太田川駅 - 知多半田駅間で知多半島を北西から南東へ横断し、河和駅まで知多半島東岸を南下する。
沿線は宅地開発が進み、知多半田駅 - 知多武豊駅間をほぼ並行して走る武豊線とともに名古屋への通勤・通学路線となっている。終点の河和からは三河湾に浮かぶ日間賀島や篠島および伊良湖岬への観光船が出ており、当路線の富貴駅から分岐する知多新線と共に観光・行楽路線としても賑わっていた。
線形が良好なため、大半の区間では線内最高速度である100 km/hで走行可能であり、曲線による速度制限は高横須賀駅 - 加木屋中ノ池駅間、青山駅付近、河和口駅付近程度である。ただし、単線区間の河和口駅 - 河和駅間は75 km/hに制限される。トンネルは高横須賀駅 - 加木屋中ノ池駅間にある横須賀トンネルがあるのみである。一部区間では立体交差化が行われており、2022年までに太田川駅、高横須賀駅、青山駅が高架駅になっている。横須賀トンネル以南の一部区間でも高架化工事が行われている。
運賃計算区分はB（運賃計算に用いる距離は営業キロの1.15倍）。すべての駅でmanacaなどの交通系ICカード全国相互利用サービス対応カードが利用できる。
なお、『鉄道要覧』による起点は太田川駅で、河和・内海方面行きが下り、太田川・名古屋方面行きが上りとなるが、名古屋本線の上下方向に合わせるため、列車番号の設定においては河和駅から太田川駅へ向かう列車が下り列車に付ける奇数、逆方向が上り列車に付ける偶数となっている。以下当記事において、河和・内海方面行きを下り、太田川・名古屋方面行きを上りで統一する。
名鉄名古屋駅 - 知多半田駅・青山駅間および名鉄名古屋駅 - 知多武豊駅間は武豊線と競合するため、割引乗車券「なごや特割30」の設定がある。河和線と武豊線が直接接続する駅は存在しないが一部の駅同士で徒歩連絡が可能である。
国鉄時代および国鉄分割民営化後のJR東海発足初期は河和線が圧倒的に有利であったが、武豊線へのキハ75形の投入や2015年の同線電化により利用者は若干JRに流れつつある。

### 路線データ
- 路線距離（営業キロ）：28.8 km
- 軌間：1,067 mm
- 駅数：20駅（起終点駅含む）
- 複線区間：太田川駅 - 河和口駅間
- 単線区間：河和口駅 - 河和駅間
- 電化区間：全線電化（直流1,500 V）
- 閉塞方式：自動閉塞式[2]
- 保安装置：M式ATS[2]
- 最高速度
  - 複線区間：100 km/h[2]
  - 単線区間：75 km/h[2]

## 歴史

### 知多鉄道
大正時代中期に、愛知電気鉄道（愛電）常滑線（現、名鉄常滑線）の太田川駅より分岐し、知多半島を横断して半島東岸の河和に至る鉄道路線が計画された。知多半島の東岸沿いには既に鉄道省武豊線が開通していたが、同路線は蒸気機関車が牽引する客車列車によって運行され、速度が遅い上に本数も少なかったことから、半田・河和地区の有力者が中心となって計画が推進されたものであった。その後1926年（大正15年）に知多電気鉄道名義で申請された太田川 - 河和間の敷設免許が下り、1927年（昭和2年）1月には愛電の資本参加を得て知多鉄道が設立された。
大恐慌のさなか建設工事は進められ、1931年（昭和6年）4月に太田川駅 - 成岩駅間が開業した。太田川駅 - 知多半田駅間は当初より複線とし、良好な線形と道床強化により高速運転を指向したものとされている。開業と同時に愛電との相互直通運転が実施されて神宮前駅 - 知多半田駅間を最速35分で結び、熱田駅 - 半田駅間で1時間半を要した武豊線に大差を付け、地域交通の主力の座を武豊線から奪う形となった。
翌1932年（昭和7年）には成岩駅 - 河和口駅間が開通。1935年（昭和10年）8月には河和駅までの全線が開通している。なお、知多鉄道は開業以来業務全般を愛電に委託しており、愛電と名岐鉄道の合併による現・名古屋鉄道（名鉄）成立後は名鉄が業務を担当した。
太平洋戦争激化に伴って制定された陸上交通事業調整法を背景とした戦時統合により、知多鉄道は1943年（昭和18年）2月に名鉄に吸収合併され、同社路線は名鉄の知多線となり、戦後の1948年（昭和23年）5月に河和線と改称された。

### 駅の改廃
名鉄では過去二度にわたって大規模な駅の改廃を行っている。1969年（昭和44年）に行われた一度目の改廃の際は、戦時中に営業休止となっていた駅が主な対象とされ、河和線においては加木屋駅・浦島駅・時志駅の3駅が廃止された。二度目の改廃は2006年（平成18年）3月に検討され、『一日当たりの乗降客数が300人以下の駅』の対象となった椋岡駅と布土駅の2駅が中部運輸局への申請を経て同年12月16日に廃止された。
その他、1972年（昭和47年）の布土駅移転に伴い、四海波駅を同駅に統合する形で廃止している。

### 年表
- 1926年（大正15年）11月20日 - 知多電気鉄道に対し鉄道免許状下付（知多郡横須賀町 - 同郡河和町間）[5]。
- 1931年（昭和6年）4月1日 - 知多鉄道（知多電気鉄道より改称[6]）により太田川駅 - 成岩駅間開業（旅客運輸）[7]。
- 1932年（昭和7年）
  - 7月1日 - 成岩駅 - 河和口駅間開業（旅客運輸）[8]。
  - 9月21日 - 鉄道免許状下付（知多郡武豊町地内）[9]。
- 1933年（昭和8年）
  - 7月10日 - 半田口駅 - 知多半田駅間に農学校前駅、成岩駅 - 上ゲ駅間に南成岩駅、知多武豊駅 - 富貴駅間に浦島駅開業。
  - 10月1日 - 貨物運輸開始（成岩駅 - 河和口駅間）[10]
- 1935年（昭和10年）8月1日 - 河和口駅 - 河和駅間が開業し全通[11]。
- 1943年（昭和18年）2月1日 - 知多鉄道が名古屋鉄道に吸収合併。名鉄知多線となる。
- 1944年（昭和19年） - 加木屋駅、半田口駅、成岩駅、浦島駅、時志駅休止。
- 1946年（昭和21年）9月15日 - 成岩駅営業再開。
- 1947年（昭和22年）11月3日 - 半田口駅営業再開。
- 1948年（昭和23年）5月16日 - ダイヤ白紙改正。河和線に改称。
- 1949年（昭和24年）12月1日 - 知多白沢駅を白沢駅に、農学校前駅を住吉町駅に改称。
- 1952年（昭和27年）11月21日 - 植大駅の都築紡績専用線開通[12]。
- 1955年（昭和30年）7月10日 - 巽ヶ丘駅開業。
- 1960年（昭和35年）7月19日 - 知多半田駅 - 成岩駅間複線化。
- 1961年（昭和36年）
  - 5月21日 - 成岩駅 - 南成岩駅間複線化[13]。
  - 7月21日 - 南成岩駅 - 上ゲ駅間に蛇淵信号所設置。南成岩駅 - 蛇淵信号所間複線化。
- 1962年（昭和37年）3月11日 - 蛇淵信号所 - 知多武豊駅間複線化。蛇淵信号所廃止。
- 1963年（昭和38年）3月25日 - ダイヤ改正。神宮前駅（西駅）に発着する定期旅客列車を廃止し、常滑線へ直通する全旅客列車が名古屋本線などへも直通するようになる[14]。
- 1964年（昭和39年）9月14日 - ダイヤ改正。新岐阜駅 - 河和駅間に毎時1本特急を新設[15]。
- 1966年（昭和41年）6月21日 - 知多武豊駅 - 富貴駅間複線化。
- 1968年（昭和43年）10月1日 - 植大駅の都築紡績専用線（0.9 km）廃止[16]。
- 1969年（昭和44年）4月5日 - 休止中の加木屋駅、浦島駅、時志駅廃止。
- 1972年（昭和47年）4月1日 - 布土駅を北寄りに900 m移転。富貴駅 - 布土駅間にあった四海波駅を布土駅に統合し廃止。
- 1974年（昭和49年）5月16日 - 富貴駅 - 河和口駅間複線化。
- 1983年（昭和58年）7月21日 - 阿久比駅開業。
- 2000年（平成12年）5月20日 - 高横須賀駅付近高架化。
- 2005年（平成17年）1月29日 - 南成岩駅を青山駅に改称。
- 2006年（平成18年）
  - 7月14日 - 高横須賀駅、巽ヶ丘駅、阿久比駅、住吉町駅、知多半田駅、青山駅、知多武豊駅、河和駅にトランパス導入（太田川駅は常滑線への導入時に対応済み）[17]。
  - 12月16日 - 椋岡駅、布土駅廃止。
- 2007年（平成19年）
  - 2月14日 - 白沢駅と坂部駅にトランパス導入[18]。
  - 3月14日 - 南加木屋駅、八幡新田駅、植大駅、半田口駅、成岩駅、上ゲ駅、富貴駅、河和口駅にトランパス導入。河和線全線トランパス対応完了[19]。
- 2011年（平成23年）
  - 2月11日 - ICカード乗車券「manaca」供用開始。
  - 12月17日 - 太田川駅付近高架化。
- 2012年（平成24年）2月29日 - トランパス供用終了。
- 2021年（令和3年）
  - 3月15日 - 平日朝の河和行き急行で特別車の営業を開始[20]。
  - 6月26日 - 開業90周年の記念列車として、名鉄名古屋駅 - 河和駅間の特急列車2往復を2000系2005F＋9500系9505Fで運行[21]。
- 2024年（令和6年）3月16日 - 加木屋中ノ池駅開業[22]。

## 運行形態
ほとんどの列車が太田川駅から常滑線へ入線し、名古屋本線、犬山線等に直通している。
2023年3月改正までは知多新線への直通列車が多数設定されており、富貴駅以南は特急・急行・普通の各種別が河和・内海方面へそれぞれ1本ずつ分かれるダイヤとなっていた。同改正後、知多新線への直通列車は大幅に削減され、河和駅発着が基本となった。また、普通列車も大半が知多半田駅発着となり、知多半田駅 - 河和駅間は急行が普通に種別変更することで対応した。その後、2024年3月改正で上ゲ駅が快速急行停車駅となったことに伴い、種別変更は行われなくなった。
成岩駅、上ゲ駅、河和口駅のホームは6両分しかないため、8両で運転する一部の列車は後ろ2両を締切する。列車の待避は太田川駅と阿久比駅の上下線と知多半田駅の下り線、知多新線からの上り列車同士に限り富貴駅で可能である。
| 駅名 ＼ 種別 | 駅名 ＼ 種別 | 直通先     | 太田川 | … | 知多半田 | 知多半田       | …              | 富貴           | 富貴           | …              | 河和           | 本数                                |
| ------------ | ------------ | ---------- | ------ | - | -------- | -------------- | -------------- | -------------- | -------------- | -------------- | -------------- | ----------------------------------- |
| 運行範囲     | 特急         | 名鉄名古屋 |        |   |          |                |                |                |                |                |                | 2本                                 |
| 運行範囲     | 急行         | 新鵜沼     |        |   |          | （各駅に停車） | （各駅に停車） | （各駅に停車） | （各駅に停車） | （各駅に停車） | （各駅に停車） | 2本                                 |
| 運行範囲     | 普通         | 金山       |        |   |          |                |                |                |                |                |                | 平日4本 土休日午前4本 土休日午後2本 |

### 特急

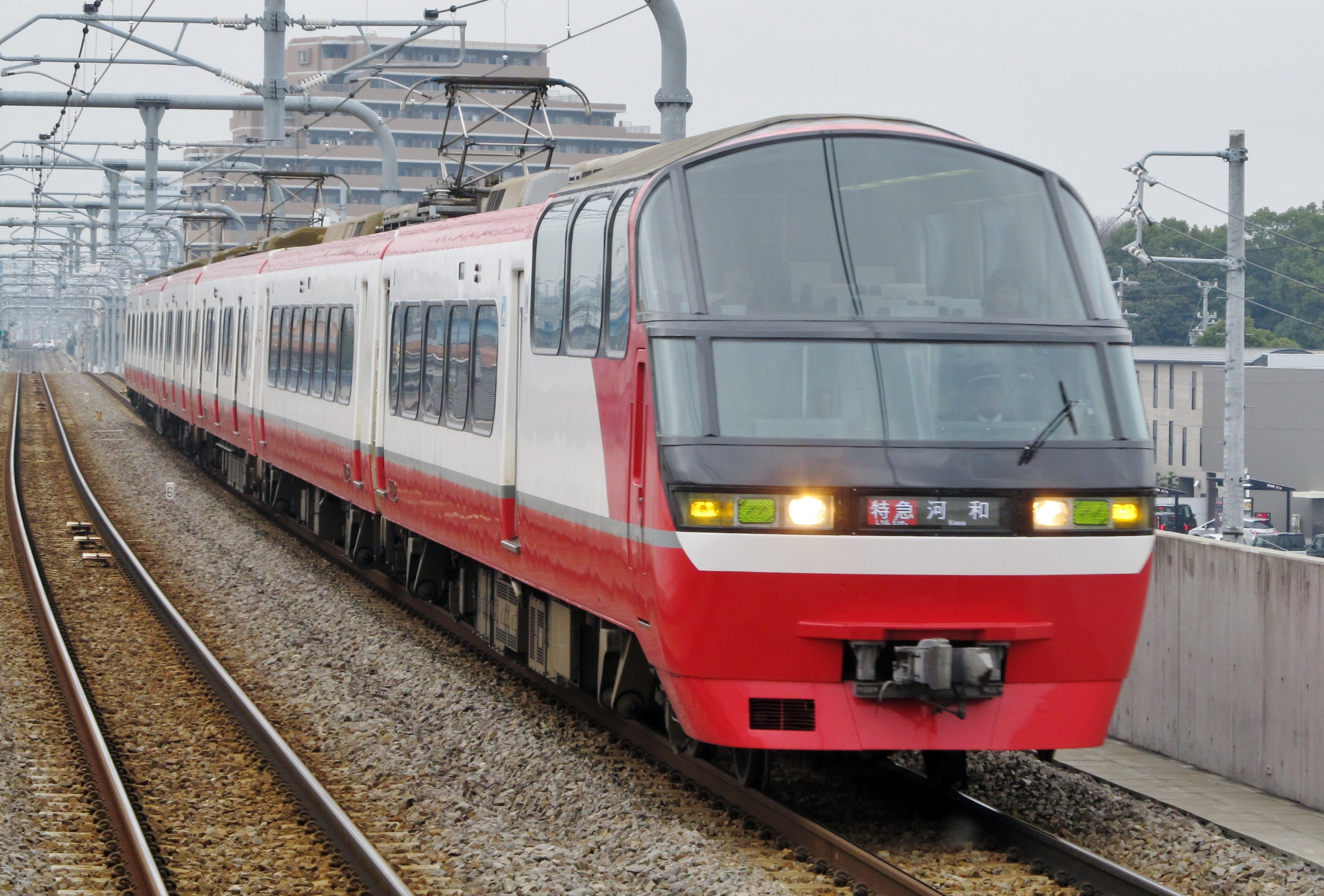
一部特別車特急（1200系）

昼間帯は名鉄名古屋駅 - 河和駅間に毎時2本設定され、30分間隔で運転される。基本的に「一部特別車」として運行されるが、平日昼間帯のみ「全車一般車」となる。運転時間帯によっては快速急行停車駅の南加木屋駅、巽ヶ丘駅、住吉町駅に特別停車する列車もある（住吉町駅は平日朝の下り276列車のみ）。なお、成岩駅と上ゲ駅も同じく快速急行停車駅であるが、特急の特別停車は終日行われない。河和駅 - 名鉄名古屋駅間の標準所要時間は下りが49分、上りが53分。河和線内のみ運行する特急はないが、深夜帯に金山駅止まりとなる特急が2本設定されている。
一部特別車特急には主に1200系が用いられるほか、2200系も一部の列車に使用されている。ほとんどが6両編成であるが、ごくわずかに8両編成での運転も行われている。8両の列車はすべて1200系+1800系で運転されていたが、2011年3月改正から2023年3月改正までと2025年5月の運用変更以降、2200系（または1700系）+3100系または3150系または9100系増結による8両運用が設定されている。
全車一般車特急は運行開始以来4両編成で運行されており、2024年時点では主に3000系列（3500系・3700系・3300系・9500系）が使用されている。
河和線は名鉄の座席指定制特急発祥の路線であり、近年まで全車指定席（現、全車特別車）編成による運行を行っていた。2005年1月の白紙改正以前は犬山線・新鵜沼駅 - 河和駅・内海駅間に1000系または1600系による全車特別車特急が毎時1往復設定されていたが、同白紙改正後は約半数が名鉄名古屋駅発着に運行区間を短縮、2006年4月改正でダイヤパターンを新鵜沼駅 - 河和駅間、名鉄名古屋駅 - 内海間に単純化した上で、平日夕方の内海駅発着の列車を再度犬山方面に区間延長（下り内海行きは新鵜沼駅発、上り内海発は新可児行きとして運転）した。
その後、名鉄は『新3ヶ年経営計画』（2006年度 - 2008年度）に基づく特急政策の変更を実施。河和線系統の全車特別車特急は順次一部特別車化されることになり、2007年6月改正では第一弾として新鵜沼駅 - 河和駅系統が1200系や1800系による運行に置き換えられた上で一部特別車化された。知多新線直通系統の大半は全車特別車編成のままであったが、翌2008年12月の改正で特急を河和駅発着、急行を内海駅発着に集約した上で特急を全て一部特別車化した（内海駅発着特急は朝夕に数本のみ設定）。また、平日の夕方から夜間の列車のうち、上り4本が尾西線・佐屋駅まで区間延長された（折り返しは名古屋まで回送）。
2008年12月のダイヤ改正は『新3ヶ年経営計画』の総仕上げとなる改正であり、特急の一部特別車化によるフリークエントサービスに焦点が置かれた。河和線でも速達性重視の特急から転換が図られ、需要が見込める青山駅と普通列車との緩急接続が可能な阿久比駅が特急停車駅に昇格した。なお、平日朝には阿久比駅・青山駅（一部のみ）に停まらない列車が数本あり、当該列車は快速特急として運行していた。
2011年3月改正では河和口駅が特急標準停車駅に昇格し、基本のダイヤについては再び2008年12月改正以前のパターンに戻され、昼間時間帯の内海駅発着の特急が復活した。また、平日昼間帯の列車は全車一般車に変更された。運行開始当初は10往復が5700系・5300系、1往復が3100・3150系 で運用されていた。一方、平日朝に運転されていた快速特急は廃止され、阿久比駅と青山駅にはすべての特急列車が停車するようになった。
その後、知多新線のワンマン運転開始を伴う2023年3月のダイヤ改正により、特急の運転系統は再び河和駅発着が基本となった。内海駅発着は早朝深夜にのみ残っている。

### 快速急行・急行・準急

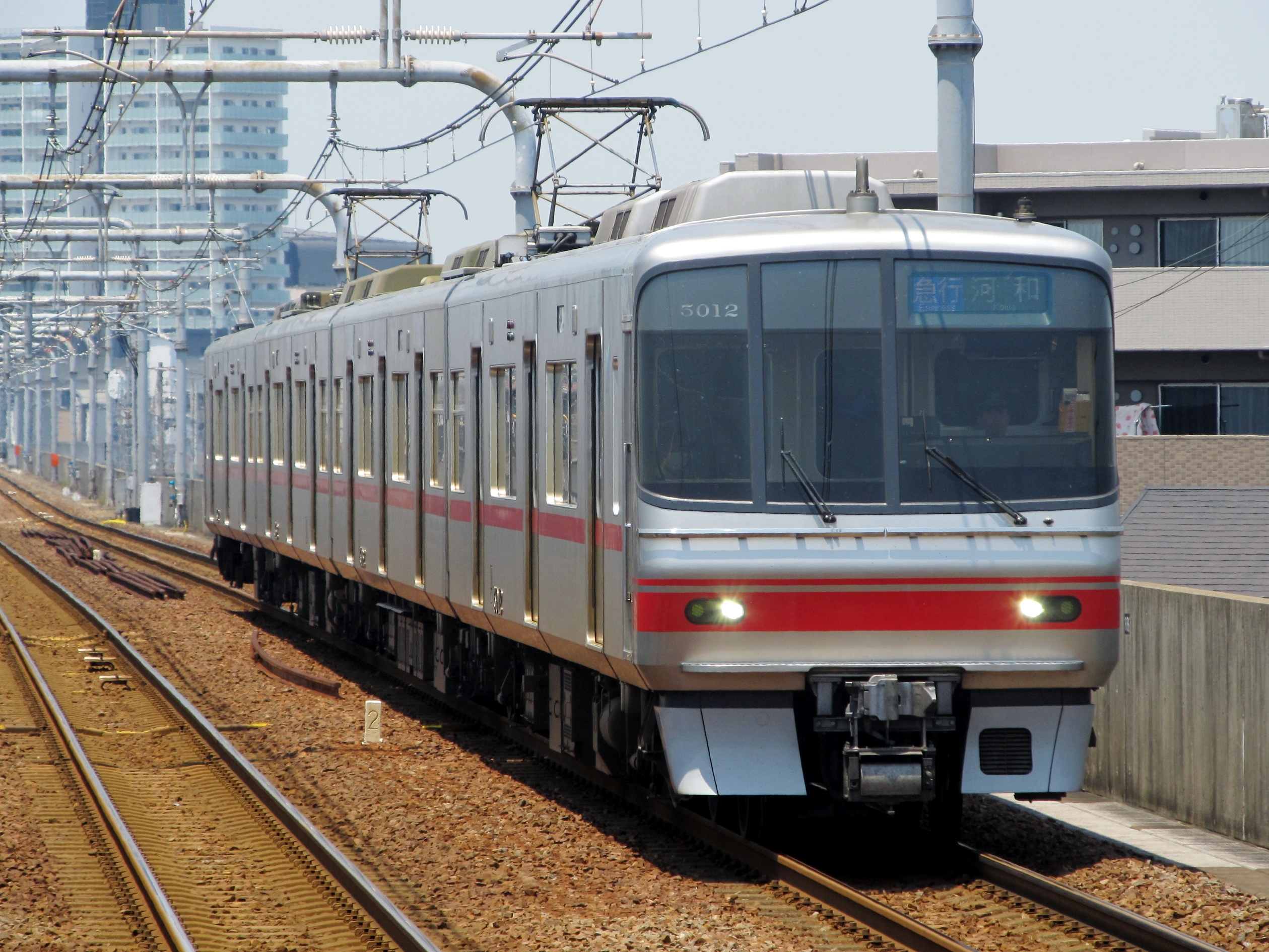
急行（5000系）

快速急行は平日朝のみ存在し、上りは河和駅始発2本（須ヶ口駅行き823A列車、名鉄一宮駅行き827A列車）と内海駅始発2本（名鉄一宮駅行き727A列車、弥富駅行き941A列車）、下りは河和駅行きが1本（名鉄岐阜駅始発600A列車）設定されている。
急行はほぼ終日運行されており、昼間帯は新鵜沼駅 - 河和駅間で毎時2本運行されている。太田川駅 - 新鵜沼駅間を含め終点まで先着であり、平日と土休日午前中は阿久比駅で普通列車に接続している。一部は知多新線と直通する。原則として常滑線と直通しているが河和線内のみ運行する急行がごく一部存在する。
平日は昼間の大半の列車が4両で運転されるのに対して、夕ラッシュ時はすべて6両での運転となるため、昼過ぎには河和駅または新鵜沼駅での折り返し時に2両増結、または急行で到着した4両編成を普通や回送で到着した6両編成と車両交換、といった措置が取られる。
準急は平日朝に下り1本（名鉄岐阜駅始発、河和駅行き700B列車。名鉄名古屋駅まで快速急行）のみ設定されている。2023年3月ダイヤ改正までは、夜に上り準急も設定されていた。
河和線内では快速急行から準急までいずれも停車駅は同一である。住吉町駅以南は各駅に停車するため、同駅以南では普通列車の補完列車という色合いが強い。現行ダイヤでは河和線内で特別停車する列車はないが、太田川駅で普通に種別変更をすることがある。2024年3月改正までは知多半田駅でも種別変更が行われていた。河和線内及び常滑線神宮前駅 - 太田川駅間では特急を待避しないものの、朝に大江駅でミュースカイの待避を行う列車がある。
朝には一部特別車編成（1200系）を使用した間合い運用が存在する。2024年3月のダイヤ改正までは、知多半田以南で普通列車となる列車が存在したが、同改正で上ゲ駅が快速急行停車駅となったことで消滅した。特別車の2両は締切扱いで運用されている。2021年3月15日より、平日朝の下り急行1本（新鵜沼始発河和行き676A列車）において、特別車の営業を開始した。
知多鉄道時代から当路線には急行が設定されていた。名鉄合併後一旦運行が休止されるが、「知多線」が「河和線」に改称された1948年5月白紙改正において神宮前駅（西駅） - 河和駅間に再度急行が設定された。1950年7月改正からは名古屋本線新岐阜駅まで、1951年10月改正からは犬山線新鵜沼駅まで（毎時1本）の直通運転を開始した。1967年8月改正で急行が一旦全線で消滅したものの、急行復活後（1974年9月改正）は再び河和駅 - 新鵜沼駅間に毎時1本の急行が再設定された。以後現在に至るまで犬山線との直通を基本パターンとしている。
1982年3月改正からは各務原線三柿野駅まで直通区間を延長。新岐阜駅までの延長は内海駅発着系統が1983年3月改正から、河和駅発着系統が1987年1月改正から実施され、「犬山経由新岐阜行き」のダイヤパターンが確立された。設定当初は各務原線内まで急行運転していたが、2000年3月改正から新岐阜駅 - 三柿野駅間、2001年10月改正から各務原線全区間が普通運転となった。また2005年1月白紙改正以降は、上りが河和駅・内海駅発犬山経由岐阜行き（神宮前駅から準急、犬山駅から普通）、下りが新可児駅発河和・内海行き（犬山駅まで普通）とやや複雑な運行系統となり、逆方面の各務原線、広見線には常滑線・空港線系統の急行が直通していた。その後、「犬山経由岐阜」の行先表示が紛らわしいとの指摘があったこともあり、2008年12月の改正で各務原線直通を廃止広見線への直通を再び常滑線系統に統一し、また河和駅・内海駅交互発着のダイヤも改めて、新鵜沼駅 - 内海駅間毎時2本の設定に整理された。
その後2011年3月改正で一旦河和駅・内海駅交互発着が復活し、新鵜沼駅 - 河和駅、新鵜沼駅 - 内海間に毎時各1本設定される形となったが、知多新線直通運用の大幅削減（2023年3月改正）により新鵜沼駅 - 河和駅間の運用に再び整理された。上ゲ駅が快速急行停車駅となる2024年3月16日のダイヤ改正まで同駅に停車させるために知多半田駅 - 河和駅間を普通に種別変更していた。

### 普通

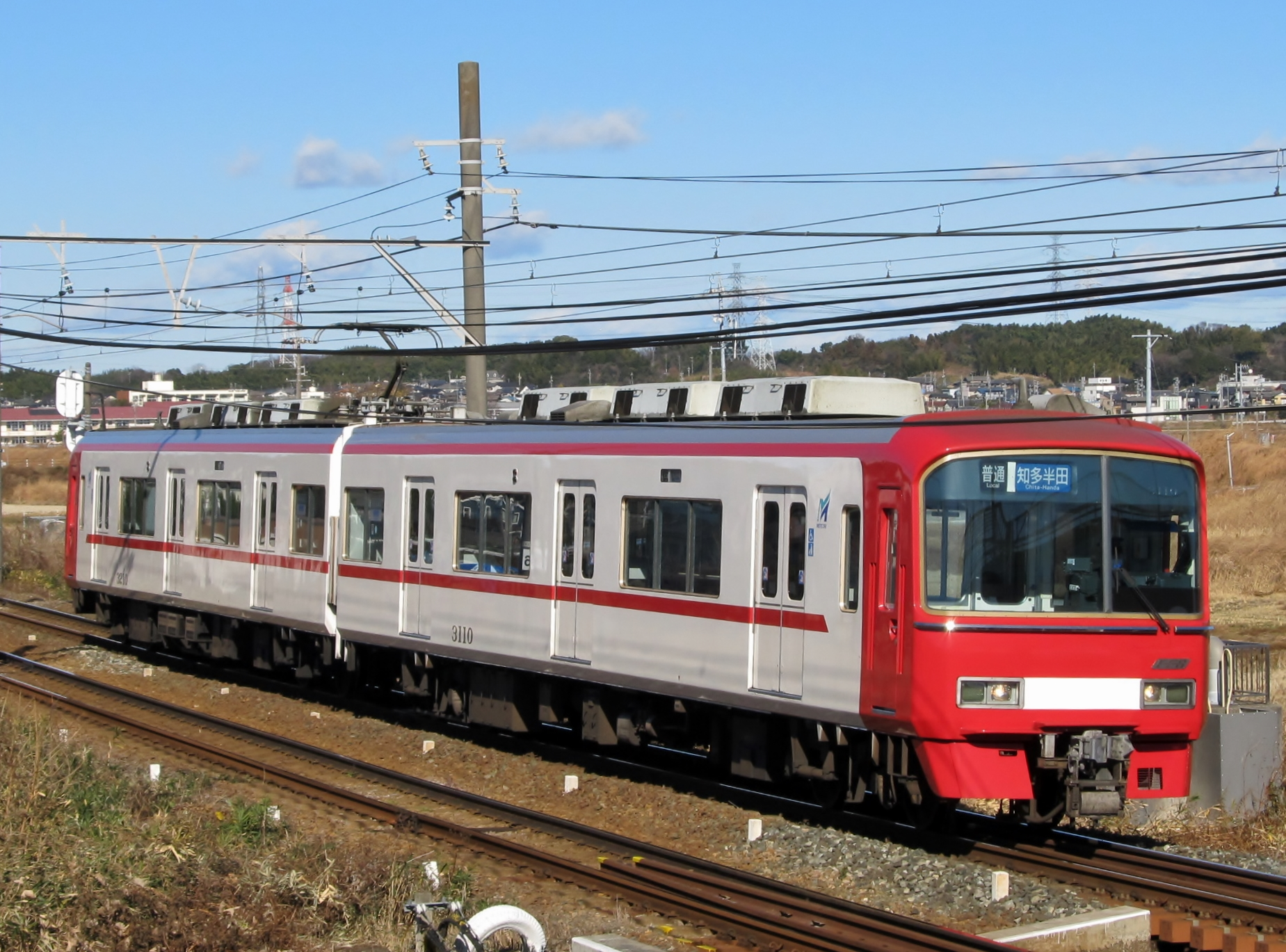
普通（3100系）

金山駅 - 知多半田駅間の列車が平日昼間帯と土休日の午前中に毎時4本、土休日の午後に毎時2本設定されている。上下線とも多くの列車が阿久比駅で特急または急行と緩急接続し、平日深夜と土休日昼間帯以降の下り列車は阿久比駅で急行および特急と緩急接続するため15分程度停車する。朝や夜には全線直通や知多新線直通の普通がある。 
なお、朝・深夜には富貴駅 - 河和駅間の区間運転列車があり、富貴駅で知多新線直通列車に接続している。かつては、日中時間帯にも区間列車が運行されていた。
各駅に停車するが、2006年12月16日まで存在した椋岡駅は朝夕の一部を除くほとんどの普通列車が通過していた（時刻表や主要駅の発車案内では「椋岡通過」と表示）。
2005年1月のダイヤ改正以前は昼間以降毎時2本のみの運転で、上りはほとんど太田川駅発着となっていた（下り列車は新岐阜駅からロングラン運転を行っていた）が、同改正よりほとんどの列車が金山駅以遠へ直通するようになっており、太田川駅折り返し運転は少なくなっている。
2008年12月改正までは河和駅発着列車と内海駅発着列車が交互に走るダイヤが基本で、富貴駅 - 河和駅間の普通列車は30分間隔にはなっていなかったが、同改正で改善され、ほぼ全区間等間隔のダイヤになった。2011年3月改正以降は富貴駅 - 河和駅間の区間列車が減便され、昼間帯において富貴駅での優等列車接続が無くなった。
2021年5月改正では河和線内の運行本数・時刻に変化はなかったが、一部列車の行先が変更され、豊川線系統の急行が削減された平日日中時間帯にのみ金山駅を越えて名鉄名古屋駅・須ヶ口駅・佐屋駅まで延長運行するようになった（下りは須ヶ口発河和・内海行き、上りは知多半田発佐屋行き）。
延長運行措置は2023年3月改正で取り止められ、再び金山駅発着となった。毎時4本の普通列車のうち、半数が従来の聚楽園駅での待避から太田川駅での待避に変更している。また同改正で開始された知多新線のワンマン運転化に伴い、これまで河和駅・内海駅を交互発着していた日中の列車を全て知多半田駅止まりとした上で、知多半田駅以南は急行を普通に種別変更することで補完する形に改められた。なお、同列車は2024年3月改正で上ゲ駅が快速急行停車駅としたことで種別変更が不要となり、急行のまま知多半田駅 - 河和駅を運行する形としたため、パターンダイヤにおける同区間の普通列車が消滅した。

## 駅一覧
- 全駅愛知県内に所在。
- 河和口 - 河和間は単線、他の区間は複線。
- 停車駅は2024年3月16日改正時点。
- 普通は全駅に停車（表中省略）

凡例
停車駅 … ●：標準停車駅 △：特別停車駅 ▽：特別停車駅（平日の下り1本のみ停車） ｜・↓：通過（↓は矢印の方向のみ運転）
待避 … ｜：待避不可 ◆：上下列車とも接続追越可能 ▲：上りのみ接続追越可能 ▼：下りのみ接続追越可能
| 駅番号 | 駅名                                    | 駅間 キロ | 営業 キロ | 準急 | 急行 | 快速急行 | 特急 | 接続路線・備考                                | 待避 | ホーム有効長（両） | 所在地          | 所在地          |
| ------ | --------------------------------------- | --------- | --------- | ---- | ---- | -------- | ---- | --------------------------------------------- | ---- | ------------------ | --------------- | --------------- |
| TA09   | 太田川駅                                | -         | 0.0       | ●    | ●    | ●        | ●    | 名古屋鉄道：TA 常滑線（神宮前方面に直通運転） | ◆    | 8                  | 東海市          | 東海市          |
| KC01   | 高横須賀駅                              | 1.3       | 1.3       | ↓    | ｜   | ｜       | ｜   |                                               | ｜   | 6                  | 東海市          | 東海市          |
| KC02   | 加木屋中ノ池駅 （公立西知多総合病院前） | 1.4       | 2.7       | ↓    | ｜   | ｜       | ｜   |                                               | ｜   | 6                  | 東海市          | 東海市          |
| KC03   | 南加木屋駅                              | 1.4       | 4.1       | ●    | ●    | ●        | △    |                                               | ｜   | 8                  | 東海市          | 東海市          |
| KC04   | 八幡新田駅                              | 1.8       | 5.9       | ↓    | ｜   | ｜       | ｜   |                                               | ｜   | 6                  | 東海市          | 東海市          |
| KC05   | 巽ヶ丘駅                                | 1.2       | 7.1       | ●    | ●    | ●        | △    |                                               | ｜   | 8                  | 知多市          | 知多市          |
| KC06   | 白沢駅                                  | 0.8       | 7.9       | ↓    | ｜   | ｜       | ｜   |                                               | ｜   | 6                  | 知多郡 阿久比町 | 知多郡 阿久比町 |
| KC07   | 坂部駅                                  | 1.6       | 9.5       | ↓    | ｜   | ｜       | ｜   |                                               | ｜   | 6                  | 知多郡 阿久比町 | 知多郡 阿久比町 |
| KC08   | 阿久比駅                                | 1.1       | 10.6      | ●    | ●    | ●        | ●    |                                               | ◆    | 8                  | 知多郡 阿久比町 | 知多郡 阿久比町 |
| KC09   | 植大駅                                  | 1.6       | 12.2      | ↓    | ｜   | ｜       | ｜   |                                               | ｜   | 6                  | 知多郡 阿久比町 | 知多郡 阿久比町 |
| KC10   | 半田口駅                                | 1.0       | 13.2      | ↓    | ｜   | ｜       | ｜   |                                               | ｜   | 6                  | 半田市          | 半田市          |
| KC11   | 住吉町駅                                | 0.8       | 14.0      | ●    | ●    | ●        | ▽    |                                               | ｜   | 8                  | 半田市          | 半田市          |
| KC12   | 知多半田駅                              | 0.8       | 14.8      | ●    | ●    | ●        | ●    |                                               | ▼    | 8                  | 半田市          | 半田市          |
| KC13   | 成岩駅                                  | 1.0       | 15.8      | ●    | ●    | ●        | ｜   |                                               | ｜   | 6                  | 半田市          | 半田市          |
| KC14   | 青山駅                                  | 1.0       | 16.8      | ●    | ●    | ●        | ●    |                                               | ｜   | 8                  | 半田市          | 半田市          |
| KC15   | 上ゲ駅                                  | 2.2       | 19.0      | ●    | ●    | ●        | ｜   |                                               | ｜   | 6                  | 知多郡          | 武豊町          |
| KC16   | 知多武豊駅                              | 0.8       | 19.8      | ●    | ●    | ●        | ●    |                                               | ｜   | 8                  | 知多郡          | 武豊町          |
| KC17   | 富貴駅                                  | 2.5       | 22.3      | ●    | ●    | ●        | ●    | 名古屋鉄道：KC 知多新線（一部直通運転）       | ｜   | 8                  | 知多郡          | 武豊町          |
| KC18   | 河和口駅                                | 3.5       | 25.8      | ●    | ●    | ●        | ●    |                                               | ｜   | 6                  | 知多郡          | 美浜町          |
| KC19   | 河和駅                                  | 3.0       | 28.8      | ●    | ●    | ●        | ●    |                                               | ▲    | 8                  | 知多郡          | 美浜町          |

- 八幡新田駅 - 巽ヶ丘駅の間で東浦町を通るが、同町内に駅はない。

### 廃駅
- 加木屋駅（高横須賀駅 - 南加木屋駅）- 1944年休止、1969年4月5日廃止
- 椋岡駅（阿久比駅 - 植大駅） - 2006年12月16日廃止
- 浦島駅（知多武豊駅 - 富貴駅） - 1944年休止、1969年4月5日廃止
- 四海波駅（富貴駅 - 布土駅） - 1972年4月1日廃止
- 布土駅（四海波駅 - 河和口駅） - 2006年12月16日廃止
- 時志駅（河和口駅 - 河和駅） - 1944年休止、1969年4月5日廃止